# Bandera de Curaçao

Bandera de Curaçao

Penó del governador

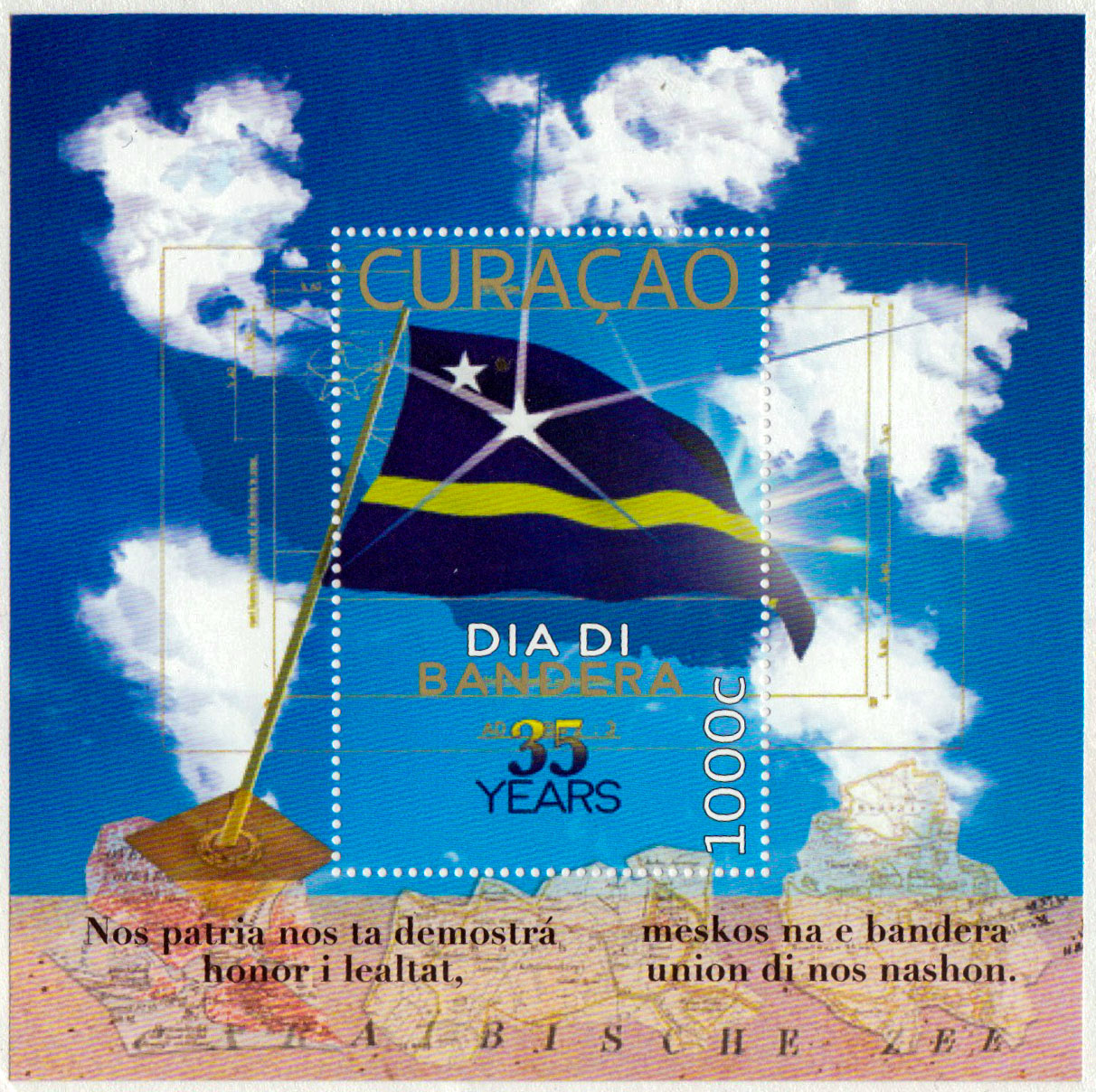
Segell commemoratiu de la bandera nacional

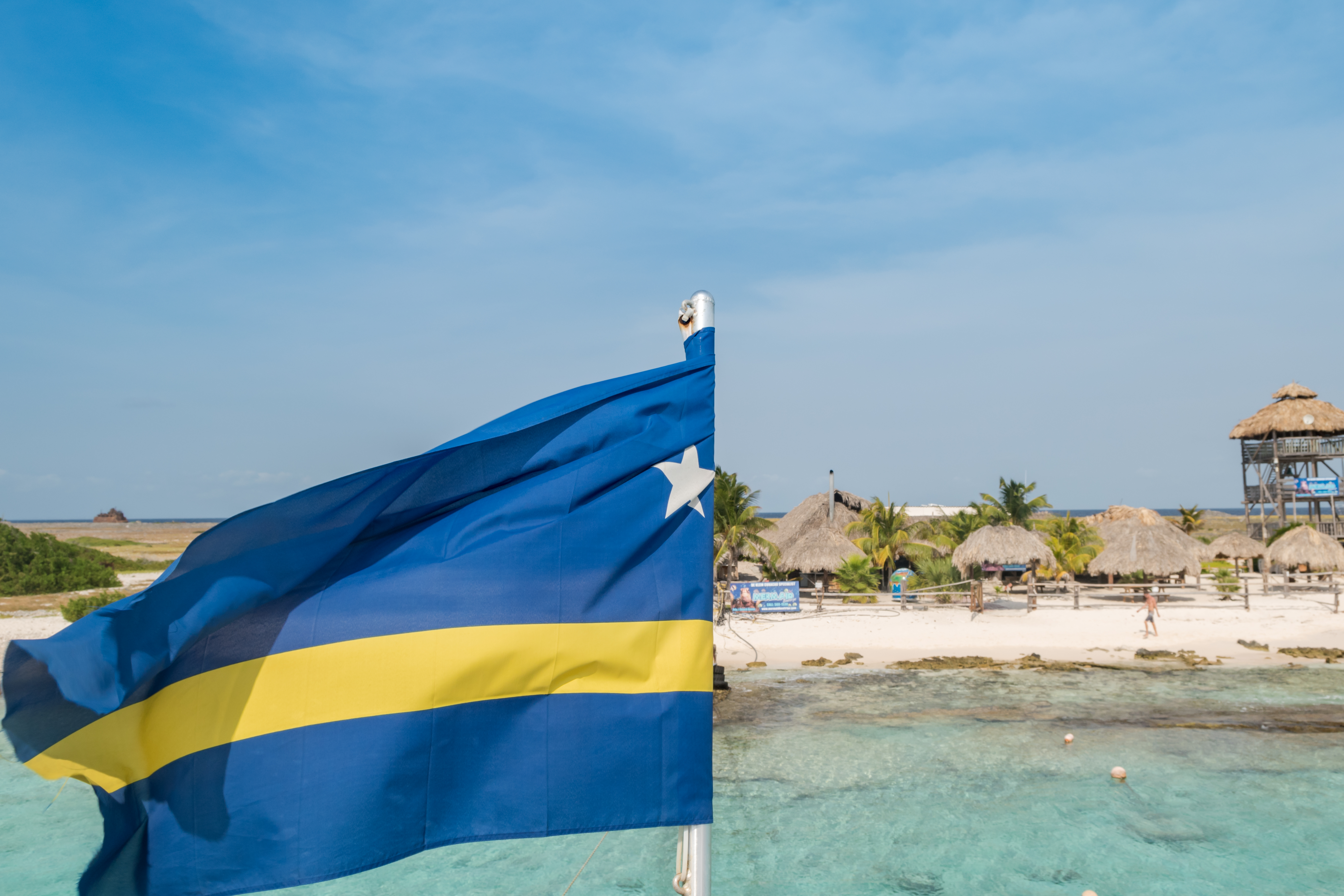
Bandera de Curaçao

La bandera nacional de Curaçao representa el país de Curaçao. També representà aquesta zona insular dins de les Antilles Neerlandeses des de 1984 fins a la seva dissolució al 2010.
La bandera està composta per un camp blau amb una estreta franja groga horitzontal situada lleugerament per sota de la línia mitjana i dues estrelles blanques de cinc puntes al quarter superior esquerre.

## Disseny i simbolisme
Les franges horitzontals tenen una proporció de 5:1:2 (blau:groc:blau), mentre que el diàmetre de les estrelles guarda una ràtio de 1/6 i 2/9 amb l'alçada de la bandera.
Els simbolisme de la bandera és:
- El color blau simbolitza tan la mar (la secció blava inferior) com el cel (la secció blava superior).
- El color groc simbolitza el sol brillant del que gaudeix l'illa.
- Les dues estrelles representen les illes de Curaçao i Klein Curaçao, i les cinc puntes de cadascuna simbolitzen els cinc continents, dels quals descendeix la gent de Curaçao.

### Colors
Tant el codi Pantone de colors de la bandera com la seva construcció es descriuen al document Bandera de Kòrsou editat pel govern. La resta de codis són:
| Model de color | Blau        | Groc         | Blanc         |
| -------------- | ----------- | ------------ | ------------- |
| Pantone        | 280C        | 102C         | Blanc         |
| RGB            | 0, 43, 127  | 249, 232, 20 | 255, 255, 255 |
| CMYK           | 100-66-0-50 | 0-7-92-2     | 0-0-0-0       |
| HTML           | #002B7F     | #F9E814      | #FFFFFF       |

## Història
Després que Aruba adoptés la seva pròpia bandera (quan encara formava part de les Antilles Neerlandeses), Curaçao va rebre l'aprovació per a crear-ne una de pròpia el 1979. Es van presentar dos mil dissenys per a la bandera a un consell especial; dels quals se'n van preseleccionar deu. Finalment el consell va escollir el disseny guanyador el 29 de novembre de 1982. Després d'algunes modificacions, la bandera es va adoptar el 2 de juliol de 1984. Aquesta fou dissenyada l'any 1984 per Martin den Dulk.